# Cráton São Luís

Localização aproximada dos crátons Mesoproterozoicos (> 1.3 G.a) na África e na América do Sul. Os continentes foram rotacionados para suas posições aproximadas durante o período Triássico, com o intuito de mostrar quais crátons estavam juntos antes da abertura do Atlântico sul.

O Cráton São Luís é um dos componentes importantes da plataforma Sul-americana, formado por rochas pré-Silurianas aflorantes no Norte do Maranhão e Nordeste do Pará (6). Essas rochas são remanescentes do Cráton do Oeste Africano e pertencem à Província Estrutural Parnaíba. É identificado por unidades arqueanas e paleoproterozóicas, bordejadas a sul por uma faixa móvel, denominada Faixa Gurupi.

## Estratigrafia
O Cráton São Luís compreende rochas vulcânicas, metavulcanossedimentares e granitóides, de idades Paleoproterozóicas, divididas em 7 unidades principais.

### Grupo Aurizona
O Grupo Aurizona, formado por rochas metavulcanossedimentares de fácies xisto verde a anfibolito de 2.240 Ma (1), é subdividido em três formações: Matará, Pirocaua e Ramos (2). A Formação Matará é composta por anfibolito, xistos máficos, talco-tremolita-xisto e tremolita-xisto. A Formação Pirocaua compreende rochas vulcânicas ácidas e piroclásticas, como riolito, dacito, felsitos e tufos riolítico e cinerítico. Já a Formação Ramos engloba rochas metassedimentares, como quartzito, quartzo-muscovita-clorita-xisto, filito, grauvaca, metassiltito e metachert. 

### Suíte Intrusiva Tromaí
Intrusão ígnea de idade entre 2.168 a 2.147 Ma, composta por tonalitos, trondhjemitos, granodioritos e monzogranitos, rochas cálcica-alcalinas juvenis, o que  reflete um ambiente de arco de ilha intraoceânico (1).

### Unidade Vulcânica Serra do Jacaré
Tal unidade engloba rochas vulcânicas e vulcanoclásticas ácidas a intermediárias, cujas idades variam de 2.164 a 2.160 Ma (3). Tais rochas não são metamorfizadas e caracterizam ambiente de arco transicional a margem continental ativa (3).

### Formação Rio Diamante
Rochas vulcânicas ácidas não metamorfizadas responsáveis por derrames e depósitos vulcanoclásticos, de idade 2.160 Ma (3).

### Suíte Intrusiva Tracuateua
A Suíte Tracuateua compreende granitóides peraluminosos com idade entre 2.086 e 2.091 Ma, como sienogranitos e monzogranitos (4).

### Granito Negra Velha
Intrusão ígna composta por monzogranito, sienogranito e quartzomozonito, stocks tardios evoluídos, os quais intrudiram a Suíte Tromaí entre 2.056 e 2.076 Ma (3).

### Unidade Vulcânica Rosilha
Tal unidade é composta por rochas vulcânicas e vulcanoclásticas, como riolitos, dacitos e tufos líticos (3). Tais rochas possuem idades entre 1.920 a 2.068 Ma e estão associadas ao evento tardio que gerou o Granito Negra Velha (3).

## Estrutural
Devido a grande extensão do Cráton São Luís, as rochas afloram como janelas erosivas e tectônicas descontínuas nas coberturas sedimentares fanerozoicas (5).
O Domínio Interior é afetado por zonas de empurrão, reversas e transcorrentes sinistrais, de direção entre NW e WNW, chamadas de Faixa de Cisalhamento Tentugal. São consequência de uma tectônica de cavalgamento atribuída ao Evento Brasiliano.
Esta Faixa de Cisalhamento foi reativada em diversas épocas e é responsável pelo controle da bacia no final do Brasiliano e implantação das bacias São Luís e Bragança- Viseu, no Mesozoico. Como resultado da segmentação, há um conjunto de fatias e sigmoides imbricados, com mergulhos baixos a médios e de direção NW a WNW, além de fatias e sigmoides com zonas de alto mergulho nas quais houve deslocamento direcional sinistral. Esses segmentos têm estruturas como xistosidade, bandamento composicional, foliação milonítica e pequenas dobras. Há outras falhas transversais a esse sistema de falhas, de direção NW-SE, que aparentam ser posteriores.
Quanto ao Domínio Costeiro, as falhas não apresentam orientação preferencial, exceto por algumas zonas de cisalhamento de direções NE e NW. A Formação Igarapé de Areia apresenta metamorfismo  de baixo grau e dobras suaves assimétricas de eixo de direção NW e planos axiais subverticais. A Formação Viseu apresenta dobras com eixo NW e planos axiais com mergulho para sudoeste. A Formação Piriá sofreu deformação suave e tem foliação incipiente. Essas três unidades se limitam por falhas normais de direção NE e transcorrentes de direção NW. (6)

## Evolução Geológica
A combinação de dados geológicos, geocronológicos e isotópicos mostra que a maior parte da crosta continental pré-cambriana aflorante na região do Gurupi formou-se no intervalo aproximado 2100-2300 Ma (Riaciano), sendo que mais de 80% da crosta formada nesse intervalo de tempo é juvenil. A atividade geológica pré-cambriana, entretanto, foi mais ampla, com reflexos no Arqueano e uma atuação maior no Neoproterozóico, até o limite do Cambriano Inferior.(5), (1)

### Eventos Arqueanos
O Arqueano na região do Gurupi ocorre de forma quase vestigial. Ainda despertando dúvidas, apenas uma unidade arqueana foi reconhecida, materializada num pequeno corpo com idade próxima a 2600 Ma. Alguns outros vestígios são sugeridos a partir de dados isotópicos e análises em zircão. Então, não há maneiras de se reconstituir uma história arqueana na região. (5)

### Eventos Paleoproterozóicos
Para maior entendimento da evolução geológica da região, temos a Suíte Intrusiva Tromaí como o ponto de partida. Essa unidade é a mais expressiva em termos de superfície exposta e possui o maior número de dados geológicos, geocronológicos, isotópicos e geoquímicos, facilitando assim uma caracterização com razoável segurança de sua idade, origem e significado tectônico.
Essa suíte apresenta um magmatismo volumoso ligado a ambiente de subducção e arcos de ilha, o que provavelmente ocorreu em domínio oceânico extenso e deve ter constituído as raízes de extensos sistemas de arcos (5), (1)

### Eventos Neoproterozóicos
O Neoproterozóico tem sido associado às fases finais de fusão da plataforma Sul-americana e as fases iniciais de fissão do supercontinente Rodínia. Um fato relevante é a identificação de zircões detríticos de 1000 Ma em quartzitos na porção sul do Cinturão Araguaia. Junto a essa informação, usa-se uma conclusiva intrusão do nefelina sienito Boca Nova há cerca de 730 Ma, indicando que o bloco amalgamado formado no Paleoproterozóico foi rompido, formando um rifte continental.
Para explicar a evolução do rifte continental, há duas explicações: ou foi abortado e fechado, configurando uma orogenia intracontinental, ou evoluiu para uma margem continental/bacia oceânica, com subducção e subseqüente fechamento , ou seja, colisão. (5)                                                                                                                    

### Implicações para a evolução Sul-Americana
O que se estuda nesse âmbito é que os terrenos paleoproterozóicos em questão faziam parte de um supercontinente denominado Atlântica, que teria sido constituído pelos blocos Amazônia, São Luís-Oeste da África, Norte da África, Rio de La Plata, São Francisco e Congo-Kasai. Ele seria o produto da solda de blocos arqueanos por cinturões móveis paleoproterozóicos, especialmente entre ~2250-2000 Ma (ciclo Transamazônico / Eburneano de orogenias).O que é aceito atualmente é que esse continente paleoproterozóico veio a fazer parte de Rodinia durante as orogenias Grenvillianas (~1200-1000 Ma).(5), (1)

## Recursos Minerais
O recurso mineral que mais se destaca no Cráton São Luís é o ouro, descoberto por volta de 1612 por missionários jesuítas, que estabeleceram os primeiros garimpos na região. Posteriormente, no século XX, a prospecção por parte de mineradoras encontrou depósitos primários de ouro orogênico. Destacam-se os depósitos de Piaba (primeira mina industrial do cráton) e Tatajuba, bem como os garimpos de Caxias, Pedra de Fogo, Areal e Cavala (7).
O ouro está predominantemente associado à sequência metavulcanossedimentar do Gr Aurizona, controlado principalmente por estruturas tectônicas como falhas e zonas de cisalhamento de amplitude pequena a moderada (7). Os recursos estimados para a região do cráton é de cerca de 183 toneladas de ouro, sendo 76% desse valor esperado de apenas três depósitos (8).
Esses depósitos de ouro orogênico se apresentam por alterações hidrotermais de cloritização, carbonatação, silicificação, sulfetação e suposta grafitização (8). A mineralização, portanto, ocorre principalmente disseminada e em veios, sendo que algumas ocorrências são sub-econômicas, como a do garimpo Pedra de Fogo (5).
O segundo recurso mineral mais comum na região do cráton São Luís é o fosfato, estimado em menos de 50 Mt, mas de exploração incipiente (8). Numa consulta simples, em outubro de 2020, ao Sistema de Informações Geográficas da Mineração da Agência Nacional de Mineração (SIGMINE, ANM), somente três processos para fosfato correm, estando dois em fase de Autorização de Pesquisa e um em fase Disponibilidade.